# Hudba Ericha Zanna
Hudba Ericha Zanna (anglicky The Music of Erich Zann) je hororová povídka amerického spisovatele Howarda Phillipse Lovecrafta, napsaná v prosinci 1921 a poprvé publikována v časopise The National Amateur v březnu 1922.
Povídka je retrospektivním vyprávěním mladého studenta o Erichu Zannovi, starším hudebníkovi, jehož nadpozemská hudba přitahuje studentovu zvědavost.

## Děj
Vypravěč, bezejmenný mladý univerzitní student metafyziky, vzpomíná na dobu, kdy se kvůli nedostatku finančních prostředků přestěhoval do jednoho z domů na ulici Rue d'Auseil, asi půl hodiny chůze od univerzity. Ulice leží u řeky v prudkém srázu, který znemožňuje pohyb dopravních prostředků. Domy na ní jsou velmi staré a vysoké, nakloněné tak, že někdy vytvářejí nad ulicí téměř klenbu. Ulice je slepá, zakončená vysokou zdí porostlou břečťanem.
Student se ubytuje ve třetím domě od konce ulice, který je ze všech zdaleka nejvyšší a je ve správě muže jménem Blandot. Nastěhuje se do čtvrtého patra domu a hned první večer uslyší podivnou hudbu, která vychází ze špičatého podkroví. Nazítří se na ni zeptá Blandota, který mu řekne, že slyšel hudbu starého němého německého violisty Ericha Zanna, který hraje v orchestru jednoho divadla. Jeho touha hrát i ve volném čase je prý důvodem, proč si vybral k bydlení osamocený podkrovní pokoj, jehož lomené okno je jediným místem na Rue d'Auseil, odkud je výhled za zeď na vrcholu ulice a na panorama za ní.
Student slýchává hudbu každý večer a čím déle ji poslouchá, tím víc ho fascinuje její originalita a krása, takže se rozhodne se s violistou seznámit. Když se jednou Zann vrací z práce, zastaví ho na chodbě a svěří se mu, že by ho rád poznal a viděl ho, jak hraje. Stařík se nejdříve zatváří trochu vyděšeně, ale pak mu pokyne, aby ho následoval po schodišti do podkroví. Zannův pokoj je jedna ze dvou místností skosené mansardy domu, je zanedbaný a skoro prázdný. Zann mu pokyne, aby si sedl a bez not, zpaměti, ho přes hodinu okouzluje svou mimořádně podmanivou hudbou. Student si však povšimne, že v ní chybí ony zvláštní tóny, které dříve slýchal ve svém pokoji a které ho tolik uchvátily.
Když stařec dohraje, zahvízdá mu ony záhadné tóny a požádá ho, aby mu je zahrál. Jakmile je však Zann uslyšel, svraštil tvář a pokynul mu rukou, aby mlčel. Pak upřel polekaný pohled na zatažené závěsy okna, ze kterého lze vidět přes zeď na vrcholu ulice. Student vykročil k oknu, aby se z něho podíval, ale stařík ho zastavil a přiměl se posadit na židli. Stařík v rychlosti na list papíru napsal omluvu za své výstřední chování a přání, aby k němu ještě někdy přišel poslouchat hudbu, ale že ony záhadné harmonie nikomu jinému přehrát nemůže a ani si nepřeje, aby je kdokoliv poslouchal, a zároveň ho poprosí, aby se z tohoto důvodu přestěhoval do nižšího patra domu, že rozdíl v nájmu zaplatí.
Student Zannovi ve všem vyhoví, ale také zjišťuje, že umělec po jeho společnosti netouží tak, jak se tehdy zdálo. Nikdy ho totiž k sobě nezve, a když o to vypravěč požádá sám, hraje spíš nervózně a malátně. Mladík ale stále více hoří podivnou touhou vyhlédnout z okna přes zeď a také znovu uslyšet umělcovo noční hraní. Po večerech se tak potají vydává do podkroví, kde za dveřmi ony tajuplné melodie potají poslouchá.
Jedné noci uslyší po chaotické a strašidelné melodii výkřik, který jako by vycházel z hrdla němého violisty. Vyděšen začne bušit na dveře a vykřikovat své jméno, aby starce uklidnil. Ten ho po nějaké době pustí dovnitř. Oba se posadí na židli. Stařec v rychlosti napíše krátký vzkaz, který mu podá a pustí se opět do psaní. V první vzkazu studenta požádal, aby setrval na místě, dokud nesepíše podrobné líčení všech hrůz, které ho souží a které zažil. Po hodině nepřetržitého psaní je Zann vyrušen vzdáleným tónem, po jehož doznění upustil tužku, chopil se violy a začal hrát nejdivočejší melodii, kterou kdy vypravěč slyšel.
Následuje popis hrůzného souboje Zanna s tajemným přízraky. Jak vichr roztříští okenice a odnese pryč Zannův rukopis o jeho hrůzách, jak vypravěč vyhlédne z okna a jediné, co spatří, není panorama města, ale bezmezná čerň prostoru, nebo jak se o něj otře záhadný studený tvor. To vše za doprovodu ďábelského vytí violy, na kterou Zann celou dobu hraje jakoby v transu. Vypravěč se pokusí zachránit Zanna před přízraky, ale ten nepřestává hrát uhrančivé melodie. Z pokoje, domu i ulice Rue d'Auseil pak student prchá sám co nejdál od šíleně vyjící violy.
Příběh končí tím, že vypravěč říká, že Rue d'Auseil od té doby nenašel, ale že toho vlastně příliš nelituje, a nelituje ani toho, že se ztratili listy vysvětlující hudbu Ericha Zanna.

## Česká vydání
Povídka v češtině vyšla jako součást sedmi knih:
- Dagon a jiné horory (Zlatý kůň, 1990)
- Šepot ve tmě a jiné hrůzostrašné příběhy (Mladá fronta, 1992)
- Vyděděnec a jiné povídky (Dokořán, 2010)
- Měsíční močál (Plus, 2011)
- Stín nad Innsmouthem (Laser-books, 2014)
- H. P. Lovecraft – Komplet Sebraných spisů (Albatros, 2014)
- Barva z kosmu (Carcosa, 2020)